# Bruce McLaren
Bruce Leslie McLaren (* 30. August 1937 in Auckland; † 2. Juni 1970 in Goodwood, Vereinigtes Königreich) war ein neuseeländischer Automobilrennfahrer und Begründer des noch heute existierenden Motorsport-Rennteams McLaren.

## Karriere
Bruce McLaren war das zweite von drei Kindern. Sein Vater war Kfz-Handwerker mit eigener Werkstatt und fuhr wie auch seine drei Brüder Motorradrennen, sodass das Interesse des Jungen am Motorsport früh geweckt wurde. Aber auch sonst gab sich Bruce McLaren sportlich, bis er mit neuneinhalb Jahren an Morbus Perthes erkrankte, einer Kinderkrankheit, die Knochengewebe im Hüftkopf absterben lässt. Um eine dauerhafte Schädigung der Hüfte zu vermeiden, musste er zwei Jahre lang mit einem Gestell gehen, das ihn stützte und das linke Bein und die Hüfte entlastete. Die Maßnahme hatte Erfolg; zurück blieb nur ein leicht verkürztes Bein.
Die Karriere von McLaren verlief in einem immensen Tempo. Unterstützt von seinem Vater, in dessen Werkstatt er an Fahrzeugen mitarbeitete, fuhr er mit 15 Jahren erste Rennen in Neuseeland. Hier wurde auch der Australier Jack Brabham auf ihn aufmerksam, der ihn 1958 ins Cooper-Werksteam holte. Den ersten Rekord holte sich McLaren bereits ein Jahr später, als er im Alter von 22 Jahren und 104 Tagen als bis dahin jüngster Fahrer seinen ersten Sieg in der Formel 1 erzielte. Dieser Rekord wurde erst 44 Jahre später von Fernando Alonso gebrochen, der mit 22 Jahren und 26 Tagen beim Großen Preis von Ungarn 2003 seinen ersten Grand-Prix-Sieg feierte. Derzeitiger Rekordhalter ist Max Verstappen, der sein erstes Rennen im Alter von 18 Jahren und 228 Tagen gewann. In seiner zweiten WM-Saison wurde McLaren hinter seinem Teamkollegen Jack Brabham Vizeweltmeister.
Nach dieser Zeit konnte das Cooper-Team an seine Erfolge nicht mehr anknüpfen. McLaren fuhr zwar weiter für dieses Team, begann aber eigene Rennfahrzeuge zu konstruieren. Mit diesen Eigenkonstruktionen fuhr er für das von ihm gegründete Team in verschiedenen Rennserien. 1966 stieg er bei Cooper aus und gründete seinen eigenen Formel-1-Rennstall. In den Anfängen des McLaren-Teams fuhr er ohne Teamkollegen. Der McLaren M2B war die erste Konstruktion seines Teams und erreichte in seiner ersten Saison immerhin drei WM-Punkte. 1968 schaffte es Bruce McLaren, seinen Landsmann Denis Hulme, der bis dahin bei Brabham unter Vertrag stand, für sein eigenes Team zu verpflichten.

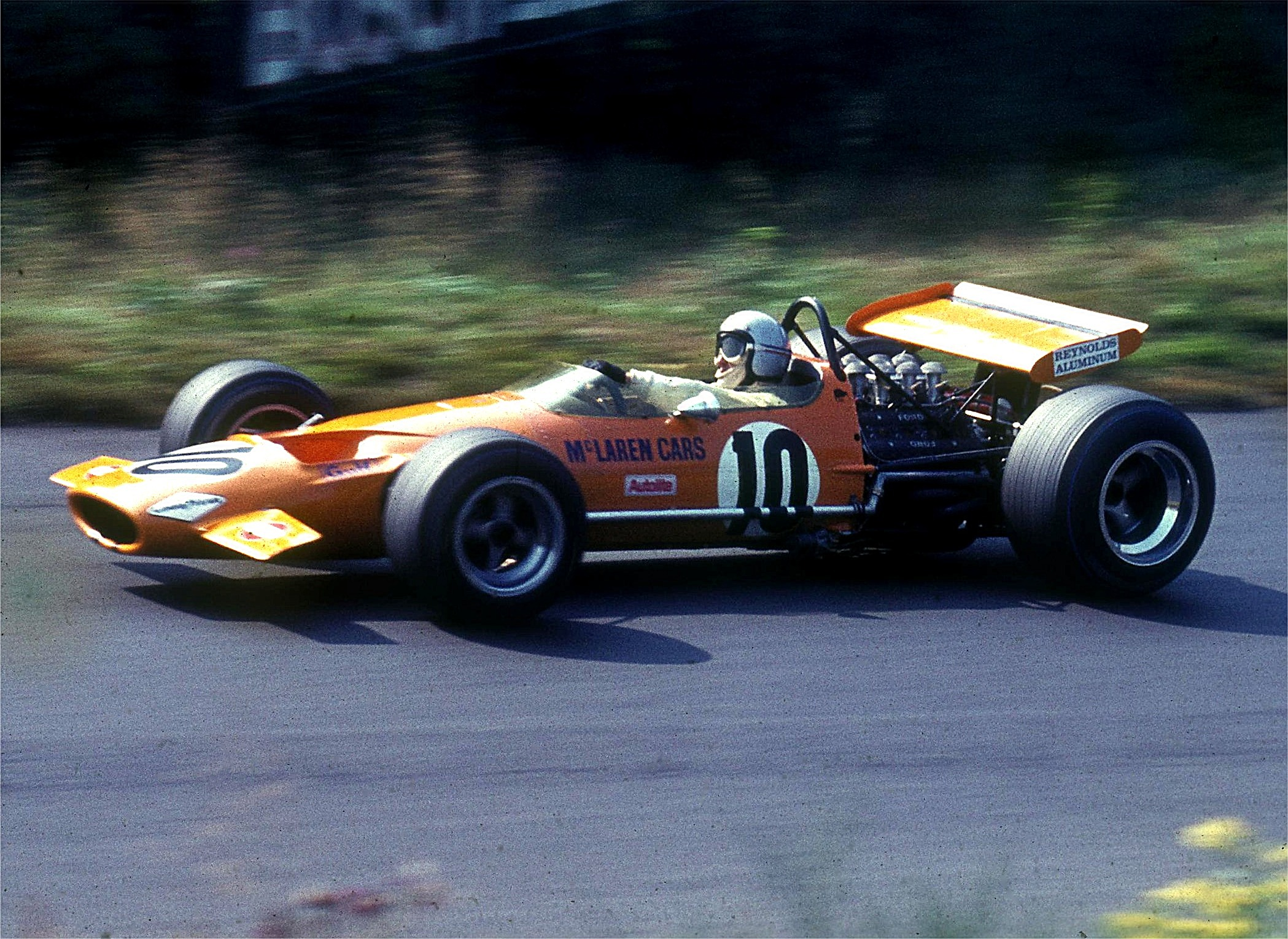
Bruce McLaren 1969 auf dem Nürburgring

Mit McLaren und Hulme als zweitem Fahrer lief es in den folgenden Jahren besser für das Team. Sie beendeten die Saison 1968 auf den Plätzen 3 (Hulme) und 5 (McLaren) in der Fahrerweltmeisterschaft und wurden in der Konstrukteurs-WM Zweiter hinter dem Lotus-Team. In der nachfolgenden Saison 1969 wurde Bruce McLaren Dritter in der Fahrer-Weltmeisterschaft. Für 1970 galt der Neuseeländer als einer von mehreren WM-Favoriten, weil der amtierende Weltmeister 1969 (Jackie Stewart) mit dem neuen March als nicht so dominant eingeschätzt wurde. 1966 gewann er gemeinsam mit Chris Amon auf einem Ford GT40 das 24-Stunden-Rennen von Le Mans.
Bei einer Testfahrt in einem CanAm-McLaren in Goodwood verunglückte er am 2. Juni 1970 tödlich. Bei diesem Unfall wurde die Heckverkleidung des Fahrzeugs infolge des hohen Anpressdrucks weggerissen, der Wagen prallte bei 200 km/h gegen eine Mauer, Bruce McLaren wurde herausgeschleudert und starb.
Nach seinem Tod wurde das Team von seiner Frau Patty, die er 1961 geheiratet hatte (Tochter Amanda wurde am 20. November 1965 geboren), und Teammanager Teddy Mayer weitergeführt.

## Statistik

### Statistik in der Automobil-Weltmeisterschaft

#### Grand-Prix-Siege
| - 1959 Großer Preis der USA (Sebring) - 1960 Großer Preis von Argentinien (Buenos Aires) | - 1962 Großer Preis von Monaco (Monte Carlo) - 1968 Großer Preis von Belgien (Spa-Francorchamps) |

#### Gesamtübersicht
| Saison | Team                       | Chassis      | Motor                | Rennen | Siege | Zweiter | Dritter | Poles | schn. Rennrunden | Punkte  | WM-Pos. |
| ------ | -------------------------- | ------------ | -------------------- | ------ | ----- | ------- | ------- | ----- | ---------------- | ------- | ------- |
| 1958   | Cooper Car Company         | Cooper T45   | Climax 1.5 L4        | 2      | −     | −       | −       | −     | −                | −       | NC      |
| 1959   | Cooper Car Company         | Cooper T51   | Climax 2.5 L4        | 7      | 1     | −       | 1       | −     | 1                | 16,5    | 6.      |
| 1960   | Cooper Car Company         | Cooper T51   | Climax 2.5 L4        | 1      | 1     | −       | −       | −     | −                | 34 (37) | 2.      |
| 1960   | Cooper Car Company         | Cooper T53   | Climax 2.5 L4        | 7      | −     | 3       | 2       | −     | 1                | 34 (37) | 2.      |
| 1961   | Cooper Car Company         | Cooper T55   | Climax 1.5 L4        | 8      | −     | −       | 1       | −     | −                | 11      | 8.      |
| 1962   | Cooper Car Company         | Cooper T60   | Climax 1.5 V8        | 9      | 1     | 1       | 3       | −     | 1                | 27 (32) | 3.      |
| 1963   | Cooper Car Company         | Cooper T66   | Climax 1.5 V8        | 10     | −     | 1       | 2       | −     | −                | 17      | 6.      |
| 1964   | Cooper Car Company         | Cooper T66   | Climax 1.5 V8        | 1      | −     | −       | −       | −     | −                | 13      | 7.      |
| 1964   | Cooper Car Company         | Cooper T73   | Climax 1.5 V8        | 9      | −     | 2       | −       | −     | −                | 13      | 7.      |
| 1965   | Cooper Car Company         | Cooper T73   | Climax 1.5 V8        | 1      | −     | −       | −       | −     | −                | 10      | 9.      |
| 1965   | Cooper Car Company         | Cooper T77   | Climax 1.5 V8        | 9      | −     | −       | 1       | −     | −                | 10      | 9.      |
| 1966   | Bruce McLaren Motor Racing | McLaren M2B  | Ford 3.0 V8          | 3      | −     | −       | −       | −     | −                | 3       | 16.     |
| 1966   | Bruce McLaren Motor Racing | McLaren M2B  | Serenissima 3.0 V8   | 1      | −     | −       | −       | −     | −                | 3       | 16.     |
| 1967   | Bruce McLaren Motor Racing | McLaren M4B  | BRM 2.0 V8           | 2      | −     | −       | −       | −     | −                | 3       | 14.     |
| 1967   | Bruce McLaren Motor Racing | McLaren M5A  | BRM 3.0 V12          | 4      | −     | −       | −       | −     | −                | 3       | 14.     |
| 1967   | Anglo American Racers      | Eagle T1G    | Weslake 3.0 V12      | 3      | −     | −       | −       | −     | −                | 3       | 14.     |
| 1968   | Bruce McLaren Motor Racing | McLaren M7A  | Ford Cosworth 3.0 V8 | 11     | 1     | 2       | −       | −     | −                | 22      | 5.      |
| 1969   | Bruce McLaren Motor Racing | McLaren M7A  | Ford Cosworth 3.0 V8 | 1      | −     | −       | −       | −     | −                | 26      | 3.      |
| 1969   | Bruce McLaren Motor Racing | McLaren M7C  | Ford Cosworth 3.0 V8 | 8      | −     | 1       | 2       | −     | −                | 26      | 3.      |
| 1970   | Bruce McLaren Motor Racing | McLaren M14A | Ford Cosworth 3.0 V8 | 3      | −     | 1       | −       | −     | −                | 6       | 14.     |
| Gesamt | Gesamt                     | Gesamt       | Gesamt               | 100    | 4     | 11      | 12      | −     | 3                | 196,5   |         |

#### Einzelergebnisse
| Saison | 1   | 2   | 3   | 4   | 5   | 6   | 7   | 8   | 9   | 10  | 11 | 12 | 13 |
| ------ | --- | --- | --- | --- | --- | --- | --- | --- | --- | --- | -- | -- | -- |
| 1958   |     |     |     |     |     |     |     |     |     |     |    |    |    |
|        |     |     |     |     |     |     | 5   |     |     | 12  |    |    |    |
| 1959   |     |     |     |     |     |     |     |     |     |     |    |    |    |
| 5      |     |     | 5   | 3   | DNF | DNF | DNF | 1   |     |     |    |    |    |
| 1960   |     |     |     |     |     |     |     |     |     |     |    |    |    |
| 1      | 2   |     | DNF | 2   | 3   | 4   | 2   |     | 3   |     |    |    |    |
| 1961   |     |     |     |     |     |     |     |     |     |     |    |    |    |
| 6      | 12  | DNF | 5   | 8   | 6   | 3   | 4   |     |     |     |    |    |    |
| 1962   |     |     |     |     |     |     |     |     |     |     |    |    |    |
| DNF    | 1   | DNF | 4   | 3   | 5   | 3   | 3   | 2   |     |     |    |    |    |
| 1963   |     |     |     |     |     |     |     |     |     |     |    |    |    |
| 3      | 2   | DNF | 12* | DNF | DNF | 3   | 11* | DNF | 4   |     |    |    |    |
| 1964   |     |     |     |     |     |     |     |     |     |     |    |    |    |
| DNF    | 7   | 2   | 6   | DNF | DNF | DNF | 2   | DNF | 7   |     |    |    |    |
| 1965   |     |     |     |     |     |     |     |     |     |     |    |    |    |
| 5      | 5   | 3   | DNF | 10  | DNF | DNF | 5   | DNF | DNF |     |    |    |    |
| 1966   |     |     |     |     |     |     |     |     |     |     |    |    |    |
| DNF    | DNS |     | 6   | DNS |     |     | 5   | DNF |     |     |    |    |    |
| 1967   |     |     |     |     |     |     |     |     |     |     |    |    |    |
|        | 4   | DNF |     | DNF | DNF | DNF | 7   | DNF | DNF | DNF |    |    |    |
| 1968   |     |     |     |     |     |     |     |     |     |     |    |    |    |
|        | DNF | DNF | 1   | DNF | 8   | 7   | 13  | DNF | 2   | 6   | 2  |    |    |
| 1969   |     |     |     |     |     |     |     |     |     |     |    |    |    |
| 5      | 2   | 5   | DNF | 4   | 3   | 3   | 4   | 5   | DNS | DNS |    |    |    |
| 1970   |     |     |     |     |     |     |     |     |     |     |    |    |    |
| DNF    | 2   | DNF |     |     |     |     |     |     |     |     |    |    |    |

| Legende  | Legende            | Legende                                                          |
| Farbe    | Abkürzung          | Bedeutung                                                        |
| -------- | ------------------ | ---------------------------------------------------------------- |
| Gold     | –                  | Sieg                                                             |
| Silber   | –                  | 2. Platz                                                         |
| Bronze   | –                  | 3. Platz                                                         |
| Grün     | –                  | Platzierung in den Punkten                                       |
| Blau     | –                  | Klassifiziert außerhalb der Punkteränge                          |
| Violett  | DNF                | Rennen nicht beendet (did not finish)                            |
| Violett  | NC                 | nicht klassifiziert (not classified)                             |
| Rot      | DNQ                | nicht qualifiziert (did not qualify)                             |
| Rot      | DNPQ               | in Vorqualifikation gescheitert (did not pre-qualify)            |
| Schwarz  | DSQ                | disqualifiziert (disqualified)                                   |
| Weiß     | DNS                | nicht am Start (did not start)                                   |
| Weiß     | WD                 | zurückgezogen (withdrawn)                                        |
| Hellblau | PO                 | nur am Training teilgenommen (practiced only)                    |
| Hellblau | TD                 | Freitags-Testfahrer (test driver)                                |
| ohne     | DNP                | nicht am Training teilgenommen (did not practice)                |
| ohne     | INJ                | verletzt oder krank (injured)                                    |
| ohne     | EX                 | ausgeschlossen (excluded)                                        |
| ohne     | DNA                | nicht erschienen (did not arrive)                                |
| ohne     | C                  | Rennen abgesagt (cancelled)                                      |
| ohne     | keine WM-Teilnahme |                                                                  |
| sonstige | P/fett             | Pole-Position                                                    |
| sonstige | 1/2/3/4/5/6/7/8    | Punktplatzierung im Sprint-/Qualifikationsrennen                 |
| sonstige | SR/kursiv          | Schnellste Rennrunde                                             |
| sonstige | *                  | nicht im Ziel, aufgrund der zurückgelegten Distanz aber gewertet |
| sonstige | ()                 | Streichresultate                                                 |
| sonstige | unterstrichen      | Führender in der Gesamtwertung                                   |

### Le-Mans-Ergebnisse
| Jahr | Team                 | Fahrzeug               | Teamkollege   | Platzierung | Ausfallgrund     |
| ---- | -------------------- | ---------------------- | ------------- | ----------- | ---------------- |
| 1959 | Cooper Car Company   | Cooper T49 Monaco MK I | Jim Russell   | Ausfall     | Unfall           |
| 1961 | Briggs Cunningham    | Maserati Tipo 63       | Walt Hansgen  | Ausfall     | Unfall           |
| 1962 | Briggs Cunningham    | Maserati Tipo 151      | Walt Hansgen  | Ausfall     | Kraftübertragung |
| 1963 | Aston Martin Lagonda | Aston Martin DP215     | Innes Ireland | Ausfall     | Kolbenschaden    |
| 1964 | Ford Motor Company   | Ford GT40              | Phil Hill     | Ausfall     | Getriebeschaden  |
| 1965 | Shelby American Inc. | Ford GT40              | Ken Miles     | Ausfall     | Motorschaden     |
| 1966 | Shelby American Inc. | Ford GT40              | Chris Amon    | Gesamtsieg  |                  |
| 1967 | Shelby American Inc. | Ford GT40 MK IV        | Mark Donohue  | Rang 4      |                  |

### Sebring-Ergebnisse
| Jahr | Team               | Fahrzeug                  | Teamkollege    | Platzierung            | Ausfallgrund |
| ---- | ------------------ | ------------------------- | -------------- | ---------------------- | ------------ |
| 1961 | Momo Corporation   | Maserati Tipo 63          | Walt Hansgen   | Ausfall                | Differential |
| 1962 | Briggs Cunningham  | Cooper T57 Monaco         | Roger Penske   | Rang 5                 |              |
| 1963 | Briggs Cunningham  | Jaguar E-Type Lightweight | Walt Hansgen   | Rang 8                 |              |
| 1965 | Al Dowd            | Ford GT40                 | Ken Miles      | Rang 2 und Klassensieg |              |
| 1967 | Ford Motor Company | Ford GT40 MK.IV           | Mario Andretti | Gesamtsieg             |              |

### Einzelergebnisse in der Sportwagen-Weltmeisterschaft
| Saison | Team                                                 | Rennwagen                                                                | 1   | 2   | 3   | 4   | 5   | 6   | 7   | 8   | 9   | 10  | 11  | 12  | 13  | 14  | 15  | 16  | 17  | 18  | 19  | 20  | 21  | 22  |
| ------ | ---------------------------------------------------- | ------------------------------------------------------------------------ | --- | --- | --- | --- | --- | --- | --- | --- | --- | --- | --- | --- | --- | --- | --- | --- | --- | --- | --- | --- | --- | --- |
| 1958   | John Coombs                                          | Lotus 15                                                                 | BUA | SEB | TAR | NÜR | LEM | RTT |     |     |     |     |     |     |     |     |     |     |     |     |     |     |     |     |
| 1958   | John Coombs                                          | Lotus 15                                                                 |     |     | DNF |     |     |     |     |     |     |     |     |     |     |     |     |     |     |     |     |     |     |     |
| 1959   | Cooper John Coombs                                   | Cooper T49                                                               | SEB | TAR | NÜR | LEM | RTT |     |     |     |     |     |     |     |     |     |     |     |     |     |     |     |     |     |
| 1959   | Cooper John Coombs                                   | Cooper T49                                                               |     |     |     | DNF | DNF |     |     |     |     |     |     |     |     |     |     |     |     |     |     |     |     |     |
| 1961   | Momo Corporation Essex Racing Team Briggs Cunningham | Maserati Tipo 63 Aston Martin DBR1                                       | SEB | TAR | NÜR | LEM | PES |     |     |     |     |     |     |     |     |     |     |     |     |     |     |     |     |     |
| 1961   | Momo Corporation Essex Racing Team Briggs Cunningham | Maserati Tipo 63 Aston Martin DBR1                                       | DNF |     | DNF | DNF |     |     |     |     |     |     |     |     |     |     |     |     |     |     |     |     |     |     |
| 1962   | Briggs Cunningham Essex Racing Stables               | Fiat-Abarth 1000 Bialbero Cooper T57 Aston Martin DBR1 Maserati Tipo 151 | DAY | SEB | SEB | MAI | TAR | BER | NÜR | LEM | TAV | CCA | RTT | NÜR | BRI | BRI | PAR |     |     |     |     |     |     |     |
| 1962   | Briggs Cunningham Essex Racing Stables               | Fiat-Abarth 1000 Bialbero Cooper T57 Aston Martin DBR1 Maserati Tipo 151 |     | 1   | 5   |     |     |     | 4   | DNF |     |     |     |     |     |     |     |     |     |     |     |     |     |     |
| 1963   | Briggs Cunningham Aston Martin                       | Jaguar E-Type Aston Martin DP215                                         | DAY | SEB | SEB | TAR | SPA | MAI | NÜR | CON | ROS | LEM | MON | WIS | TAV | FRE | CCE | RTT | OVI | NÜR | MON | MON | TDF | BRI |
| 1963   | Briggs Cunningham Aston Martin                       | Jaguar E-Type Aston Martin DP215                                         |     |     | 8   |     |     |     |     |     |     | DNF |     |     |     |     |     | DNF |     |     |     |     |     |     |
| 1964   | Ford Bruce McLaren                                   | Ford GT40 Zerex Special                                                  | DAY | SEB | TAR | MON | SPA | CON | NÜR | ROS | LEM | REI | FRE | CCE | RTT | SIM | NÜR | MON | TDF | BRI | BRI | PAR |     |     |
| 1964   | Ford Bruce McLaren                                   | Ford GT40 Zerex Special                                                  |     |     |     |     |     |     | DNF |     | DNF | DNF |     |     | DNF |     |     |     |     |     |     |     |     |     |
| 1965   | Al Dowd Carroll Shelby International Bruce McLaren   | Ford GT40 McLaren Elva Mark I                                            | DAY | SEB | BOL | MON | MON | RTT | TAR | SPA | NÜR | MUG | ROS | LEM | REI | BOZ | FRE | CCE | OVI | NÜR | BRI | BRI |     |     |
| 1965   | Al Dowd Carroll Shelby International Bruce McLaren   | Ford GT40 McLaren Elva Mark I                                            |     | 2   |     |     | 3   | DNF |     |     | 8   |     |     | DNF |     |     |     |     |     |     |     |     |     |     |
| 1966   | Carroll Shelby International                         | Ford GT40                                                                | DAY | SEB | MON | TAR | SPA | NÜR | LEM | MUG | CCE | HOK | SIM | NÜR | ZEL |     |     |     |     |     |     |     |     |     |
| 1966   | Carroll Shelby International                         | Ford GT40                                                                | 5   |     |     |     |     |     | 1   |     |     |     |     |     |     |     |     |     |     |     |     |     |     |     |
| 1967   | Carroll Shelby International Ford Porsche            | Ford GT40 Porsche 910                                                    | DAY | SEB | MON | SPA | TAR | NÜR | LEM | HOK | MUG | BRH | CCE | ZEL | OVI | NÜR |     |     |     |     |     |     |     |     |
| 1967   | Carroll Shelby International Ford Porsche            | Ford GT40 Porsche 910                                                    | 7   | 1   |     |     |     |     | 4   |     |     | 3   |     |     |     |     |     |     |     |     |     |     |     |     |
| 1968   | Alan Mann Racing                                     | Ford P68                                                                 | DAY | SEB | BRH | MON | TAR | NÜR | SPA | WAT | ZEL | LEM |     |     |     |     |     |     |     |     |     |     |     |     |
| 1968   | Alan Mann Racing                                     | Ford P68                                                                 | DNF |     |     |     |     |     |     |     |     |     |     |     |     |     |     |     |     |     |     |     |     |     |